# Игранка
„Игранка“ је песма коју је снимио црногорски хип-хоп дуо Ху Си. Песму су написали Ху Си и Скај Виклер. У песми је и вокал црногорске поп певачице Нине Жижић. Била је то такмичарска песма Црне Горе на такмичење за Песму Евровизије 2013. одржано у Малмеу у Шведској.

## Позадина песме
У интервјуу за Песму Евровизије, бенд је навео да је песма „типична хип-хоп песма са гласом анђела... Идеја је била да се песмом шири позитивна енергија. Дакле, певамо о радости живота, забави и стварима о којима желимо и сањамо.“ 

## Издавање
Песма је објављена током телевизијског специјала под називом 14. фебруара 2013. године. Емисија је емитована на ТВЦГ 1 и РТВ Црне Горе, као и онлајн путем сајта емитера rtcg.me и званичног сајта Евровизије eurovision.tv.

## Песма Евровизије
РТЦГ је 20. децембра 2012. године објавила да ће хип-хоп дуо Ху Си представљати Црну Гору у Малмеу. Дуо чине Дејан Дедовић и Марио Ђорђевић. 1. фебруара 2013. РТЦГ је објавила да ће се Нина Жижић придружити дуу као истакнути вокал.
Црној Гори је додељено да се такмичи у првом полуфиналу 14. маја за пласман у финале 18. маја. У првом полуфиналу, продуценти емисије одлучили су да Црна Гора наступи на 9. мјесту, након Холандије и испред Литваније. Ово је био први пут од 2007. године да Црна Гора није извучена да отвори полуфинале током свог учешћа. У црногорском наступу су чланови Ху Си су били обучени као астронаути, док је Нина Жижић била обучена као киборг. Црна Гора није успела да се пласира у финале такмичења, заузевши 12. место и освојивши 41 поен.